# Porterville/Call It Pretending
Porterville/Call It Pretending è il primo singolo dei Creedence Clearwater Revival, pubblicato nel 1968. I due brani erano già stati pubblicati nel 1967 nell'ultimo singolo dei The Golliwogs, precedente nome del gruppo. I brani, come i precedenti pubblicati dai Golliwoogs, sono scritti da John Fogerty con lo pseudonimo T. Spicebush Swallowtail.

## Tracce
Lato A
1. Porterville – 2:13 (T. Spicebush Swallowtail)

Lato B
1. Call It Pretending – 2:07 (T. Spicebush Swallowtail)